# Tió (possessió)
Tió és una possessió del terme de Llucmajor, Mallorca.
El topònim Tió és una deformació del nom àrab Benitia.
L'antiga possessió estava situada entre Punxuat i s'Aljub Sec i era una antiga alqueria àrab documentada el segle xiii. Els segles XIV i XV tengué diversos canvis de titularitat. De la primitiva possessió se'n segregaren al segle xvi Son Bono i Son Vilardell. El 1666 Agustí Garcia hi tenia 100 quarterades de garriga.

## Construccions
Les cases de la possessió estan dispostes en forma d'"L" integrant l'habitatge humà i diverses dependències: una pallissa, portasses, un forn i d'altres. De forma aïllada, entorn de la casa, se'n troben d'altres: portasses, solls i d'altres. Hi ha una creu de pedra a l'anguila de la teulada d'una portassa. L'habitatge humà té tres crugies (la tercera es va afegir posteriorment) i dues altures: planta baixa i porxo. La façana principal, orientada al sud-est, presenta una disposició asimètrica de les obertures. La planta baixa consta de dos portals, el principal és d'arc de mig punt amb llindar, dovelles i carcanyols, amb data inscrita 1843 a la clau del portal; i el secundari és allindanat. Intercalats entre els portals hi ha dos finestrons atrompetats i una finestra allindanada. Com a instal·lacions hidràuliques hi ha un aljub aïllat i una cisterna adossada a un cantó de la façana principal de l'habitatge.